# Dina Rae
Dina Rae es una cantante de rhythm and blues (R&B) de Los Ángeles, California, Estados Unidos. Es conocida por hacer dúo con Eminem, apareciendo en el tema 13 de la mayoría de sus álbumes. Ha colaborado con él en las canciones Cum On Everybody, Drug Ballad, Superman y Renegades (la versión de 8 minutos, contando también con la presencia de Ms. Korona y Royce Da 5'9") . Firmó con Motown y lanzó su primera canción titulada And?. También apareció en canciones de D12, Pimp Like Me (del primer álbum) y Bitch (del segundo), ambos en el tema 13. Recientemente ha participado en una canción con Obie Trice titulada Ride Wit Me, en tributo a la muerte del mejor amigo de Eminem, Proof. También acompañó a Jin en el tema Doin' What I Do y Can't Wait.